# Liste der Kulturgüter in St. Margrethen
Die Liste der Kulturgüter in St. Margrethen enthält alle Objekte in der Gemeinde St. Margrethen im Kanton St. Gallen, die gemäss der Haager Konvention zum Schutz von Kulturgut bei bewaffneten Konflikten, dem Bundesgesetz vom 20. Juni 2014 über den Schutz der Kulturgüter bei bewaffneten Konflikten sowie der Verordnung vom 29. Oktober 2014 über den Schutz der Kulturgüter bei bewaffneten Konflikten unter Schutz stehen.
Objekte der Kategorien A und B sind vollständig in der Liste enthalten, Objekte der Kategorie C fehlen zurzeit (Stand: 1. Januar 2023).

## Kulturgüter
| Foto |                                                                                          | Objekt                                                        | Kat. | Typ | Standort                                   | Beschreibung |
| ---- | ---------------------------------------------------------------------------------------- | ------------------------------------------------------------- | ---- | --- | ------------------------------------------ | ------------ |
| ja   | Datei hochladen · Wikidata zu Alte Kirche St. Margaretha (Q29524025)                     | Alte Kirche St. Margaretha KGS-Nr.: 08358                     | A    | G   | Vordere Vorburgstrasse 2.1 764607 / 258374 |              |
| ja   | Datei hochladen · Wikidata zu Burgruine Grimmenstein (Q29786890)                         | Grimmenstein, mittelalterliche Burgruine KGS-Nr.: 08359       | B    | F   | Burghaldenweg 763950 / 258050              |              |
| ja   | Datei hochladen · Wikidata zu Katholische Kirche St. Margaretha am Rosenberg (Q29786891) | Katholische Kirche St. Margaretha am Rosenberg KGS-Nr.: 08360 | B    | G   | Kaplaneistrasse 3.2 765304 / 257846        |              |
| ja   | Datei hochladen · Wikidata zu Wasenhof (Q29786895)                                       | Wasenhof KGS-Nr.: 14074                                       | B    | G   | Wasen 1 764611 / 258260                    |              |
| ja   | Datei hochladen · Wikidata zu Brüggershof (Q29786888)                                    | Brüggershof KGS-Nr.: 14075                                    | B    | G   | Brüggershofstrasse 23 762426 / 259100      |              |
| ja   | Datei hochladen · Wikidata zu Schlösschen Bergsteig (Q29786893)                          | Schlösschen Bergsteig KGS-Nr.: 14076                          | B    | G   | Walzenhauserstrasse 77 765116 / 257712     |              |